# Édouard Bard
Pour les articles homonymes, voir Bard.
Édouard Bard, né le 1er septembre 1962 à Genève, est un climatologue français, professeur titulaire de la chaire « Évolution du climat et de l'océan » au Collège de France et membre de l'Académie des sciences.

## Biographie

### Formation
Après des études d’ingénieur géologue à l'ENSG de Nancy, Édouard Bard commence ses recherches au Commissariat à l'énergie atomique (CEA) de Gif-sur-Yvette (thèse de doctorat en 1987) et poursuit au Lamont-Doherty Earth Observatory de l'université Columbia de New York en tant que boursier postdoctoral, en 1988, puis comme chercheur associé en 1989.

### Parcours scientifique
De retour en France il rejoint d'abord le CEA comme chercheur, puis commence à enseigner en tant que professeur à l'université d'Aix-Marseille à partir de 1991 et au Collège de France depuis 2001. Il est actuellement directeur adjoint du Centre européen de recherche et d'enseignement des géosciences de l'environnement (CEREGE) sur le technopôle de l'Arbois à Aix-en-Provence et coordonne le projet EQUIPEX ASTER-CEREGE,. 
Depuis 2004, il organise au Collège de France de nombreux colloques et symposiums sur l’évolution du climat et de l’océan, dont certains sont largement ouverts au grand public et aux politiques comme « L’Homme face au climat » en 2004, « Clôture de la quatrième année polaire internationale » en 2009 en partenariat avec le Sénat, « Arctique : les grands enjeux scientifiques » en 2012 en partenariat avec le Chantier Arctique, « Climat, énergie et société : le Collège de France et la COP21 » en 2015 avec la participation du président de la République, François Hollande. 
En 2007, il est vice-président du groupe 1 du Grenelle de l'environnement sur la lutte contre les changements climatiques et la maîtrise de l’énergie, et participe aux délégations du gouvernement français à Ilulissat au Groenland et à Bali en Indonésie pour les Conférences des Nations unies sur les changements climatiques (COP13). 
En 2009, il est membre de la commission du « grand emprunt national » (programme des investissements d’avenir) présidée par Alain Juppé et Michel Rocard, anciens Premiers ministres. De 2010 à 2013, il est membre du conseil scientifique de l’Office parlementaire d'évaluation des choix scientifiques et technologiques.

### Auteur et commissaire d'exposition
Édouard Bard est l'auteur de plus de 200 articles dans la littérature scientifique expertisée par les pairs, ainsi que d’une trentaine d’articles de vulgarisation (certains disponibles au téléchargement,) et de livres destinés au grand public.
En 2011 et 2012, il est commissaire scientifique de l’exposition « L’océan, le climat et nous » à la Cité des sciences et de l'industrie de La Villette à Paris.

### Décoration
- 2007 : chevalier dans l'ordre national de la Légion d'honneur

## Apports scientifiques
Les travaux scientifiques d'Édouard Bard se situent à l'interface de la climatologie, de l'océanographie et de la géologie. Son objectif essentiel est de comprendre le fonctionnement naturel du système océan-atmosphère-cryosphère-biosphère sur des échelles de temps allant de quelques siècles à plusieurs millions d'années. Mieux documenter ces changements, les dater précisément, en comprendre les mécanismes et les modéliser sont des tâches importantes dans le cadre des projets visant à prévoir l'évolution future du climat. 
Pour ses recherches, Édouard Bard utilise des techniques analytiques de chimie pour déterminer l'ampleur et la chronologie des variations climatiques. De nouvelles méthodes quantitatives lui ont permis de reconstituer les environnements passés à partir d’archives variées comme les sédiments marins et lacustres, les coraux, les stalagmites et les glaces polaires. Le fil conducteur est la volonté d'étudier les mêmes phénomènes climatiques, par exemple les glaciations, à l'aide de techniques géochimiques complémentaires et souvent novatrices. Pour étudier le climat du passé, il emploie des « machines à remonter le temps » — c’est-à-dire des spectromètres de masse sophistiqués pour mesurer les isotopes radioactifs et dater les variations climatiques enregistrées dans les archives géologiques. Une autre caractéristique de ses recherches est un va-et-vient entre les études de périodes anciennes et récentes, ainsi que des environnements actuels. Puisque les variations du système climatique font intervenir des mécanismes aux constantes de temps très différentes, il est en effet crucial d'avoir une perspective à long terme pour pouvoir distinguer les effets des forçages climatiques selon leurs origines géologiques, astronomiques et anthropiques.
Les principales contributions scientifiques d’Édouard Bard concernent les sujets suivants: la diffusion dans l'océan du gaz carbonique marqué par le radiocarbone (premières mesures en spectrométrie de masse par accélérateur,, les variations de la température de l'océan de surface à l’aide d’indicateurs de géochimie organique, isotopique et élémentaire,,,,,,, la datation des coraux fossiles par spectrométrie de masse de l’uranium et du thorium pour reconstituer les variations du niveau marin et pouvoir étudier l’histoire des calottes de glace,,,,,,,,, l’utilisation novatrice du radiocarbone comme traceur des échanges de CO2 à l'interface océan-atmosphère,, la calibration de la méthode de datation du radiocarbone et l'utilisation d'autres nucléides cosmogéniques comme le béryllium 10 pour reconstituer l'activité solaire dans le passé, ainsi que les variations du champ géomagnétique et du cycle du carbone global,,,,,,.
Une description plus approfondie des recherches d’Édouard Bard est disponible sur le site du GEOMAR de Kiel (Centre Helmholtz de Recherche sur l'Océan) diffusée dans le cadre de la remise du prix d’Excellence 2013 de la fondation Petersen.

## Publications
- Leçon inaugurale faite le jeudi 7 novembre 2002, Paris, Collège de France, Chaire d'évolution du climat et de l'océan, 2003
- L'Homme et le climat : une liaison dangereuse, Paris, Gallimard, coll. « Découvertes/Sciences et techniques » n° 482, 2005

### En collaboration (direction d'ouvrage, participation)
- L'Homme face au climat (dir.), avec O. Bar-Yosef, A. Berger, A. Cazenave, et al., Paris, Odile Jacob, 2006 Symposium annuel organisé par le Collège de France.
- Éthique et changement climatique, coordination Philippe Bordeyne, Pierre Léna, Michael Oborne, textes d'Olivier Abel, Édouard Bard, André Berger, et al., Paris, Le Pommier, 2009
- Climat : une planète et des hommes : quelle influence humaine sur le réchauffement climatique ?, sous la dir. d'Aline Chabreuil et de Michel Petit, textes de Pierre Bacher, Édouard Bard, François Barlier, et al., présentation d'Erik Orsenna et Michel Petit, Paris, Le Cherche midi, 2010
- L'Océan, le climat et nous : un équilibre fragile ? (dir. d'ouvrage), textes d'Hervé Mercier, Anny Cazenave, Étienne Berthier, et al., Le Pommier & Universcience, 2011

## Principaux prix et distinctions
- 1991 - Médaille de bronze du CNRS
- 1993 - Outstanding Young Scientist Award de l'European Union of Geosciences
- 1994 - Membre junior de l'Institut universitaire de France (IUF) pour 5 ans[39]
- 1997 - Médaille Donath de la Société américaine de géologie (GSA) et fellow de la GSA
- 1997 - Paul Gast Award Lecture de la Geochemical Society
- 1997 - Médaille Macelwane de l'American Geophysical Union (AGU) et Fellow de l'AGU
- 2005 - Prix A.G. Huntsman Award «for excellence in the marine sciences» (Canada)
- 2005 - Prix Georges-Lemaître pour la géophysique et l’astronomie (Belgique)
- 2006 - Sverdrup Award Lecture, section «ocean sciences» de l’AGU
- 2006 - Prix Gérard-Mégie de l’Académie des sciences et du CNRS
- 2012 - Jaeger-Hales Lecture de l’Australian National University (Canberra)
- 2013 - Médaille Wegener de l’European Geosciences Union (EGU) et Honorary Fellow de l’EGU
- 2013 - Prix d’excellence de la Fondation Petersen, Centre Helmholtz de Recherche sur l'Océan, GEOMAR de Kiel
- 2014 - Grande Médaille Prince Albert 1er de l’Institut océanographique de Monaco. Vidéo
- 2016 (ainsi qu’en 2014 et 2001) - Thomson Reuters Highly Cited Researcher

### Membre d'Académies
- 2009 - Membre de l’Academia Europaea
- 2010 - Membre de l’Académie des sciences (Institut de France)
- 2011 - Membre étranger de l’Académie royale de Belgique, section des sciences
- 2014 - Membre étranger de l'Académie nationale des sciences des États-Unis